# Einheitswert
Der Einheitswert (EW) ist ein  Wert für unbebaute und bebaute Grundstücke und grundstücksgleiche Rechte, der auf einen bestimmten Stichtag in einem gesetzlich geregelten, standardisierten Verfahren festgestellt wird und für Steuern, Gebühren und Beiträge (z. B. Vermögensteuer, Grundsteuer, Gewerbesteuer, Erbschaftsteuer, Grunderwerbsteuer) als Bemessungsgrundlage dient oder diente. Das ursprüngliche Ziel der in den 1920er Jahren in der Weimarer Republik erstmals eingeführten Einheitsbewertung – für verschiedene Steuern einen einheitlichen Wert zu verwenden, um Verwaltungsaufwand zu verringern – hat sich inzwischen als unpraktikabel erwiesen. In Deutschland wurde die Einheitsbewertung Ende 2024 endgültig aufgegeben. In Österreich wird sie weiterhin angewandt.
Die Finanzverwaltung ordnete bzw. ordnet Einheitswerten ein Einheitswert-Aktenzeichen zu.

## Einheitswert in Deutschland
In Deutschland wurden Einheitswerte bis Ende 2024 nach § 19 Abs. 1 BewG a.F. für inländischen Grundbesitz festgestellt, und zwar für Grundstücke, Betriebsgrundstücke sowie land- und forstwirtschaftliche Betriebe.
Mit den gesetzlich festgelegten Bewertungsmethoden wurde zwar zu erreichen versucht, dass das Ergebnis dem tatsächlichen Wert (Marktwert, Verkehrswert) möglichst nahekommt; bei Wertermittlungen im Massenverfahren können naturgemäß aber nicht alle Umstände berücksichtigt werden, die den Wert beeinflussen. Zuletzt wichen die Einheitswerte auch schon deshalb weit vom gemeinen Wert (nach § 9 BewG) ab, weil sie auf der Grundlage der Wertverhältnisse 1964 (West) bzw. 1935 (Ost) festgestellt wurden und zwischenzeitlich keine Neubewertung erfolgt war.
Die Einheitsbewertung wurde daher in den 1990er Jahren teilweise aufgegeben und nur für die Grundsteuer zunächst noch fortgeführt. Am 10. April 2018 erklärte das Bundesverfassungsgericht die weitere Verwendung der veralteten Einheitswerte der westdeutschen Grundstücke für verfassungswidrig, da wegen der realitätsfernen Werte eine gerechte Besteuerung nicht mehr gesichert sei. Daraufhin regelte der Gesetzgeber im Jahr 2019 die Grundstücksbewertung für Grundsteuerzwecke neu (→  Grundsteuerreform). Einheitswerte wurden nur noch bis Ende 2024 ermittelt. Danach wurden sie in den meisten Bundesländern von Grundsteuerwerten abgelöst – in einigen Bundesländern auch von anderen Bemessungsgrundlagen.

### Bedeutung in der Vergangenheit
Der Einheitswert hatte in der Vergangenheit Bedeutung für folgende Steuern:
- Grundsteuer
Aus dem Einheitswert wurde durch die Anwendung einer Grundsteuermesszahl der Grundsteuermessbetrag errechnet und aus diesem nach Anwendung des kommunalen Hebesatzes der Gemeinde die Grundsteuer. Wirksam bis Ende 2024.
- Gewerbesteuer
Der Gewerbeertrag eines Gewerbebetriebs wurde um 1,2 % des mit einem Prozentsatz multiplizierten Einheitswertes des Betriebsgrundstücks gekürzt. Hierdurch sollte eine doppelte Belastung mit Grund- und Gewerbesteuer vermieden werden. Für diese Berechnung war für in den alten Bundesländern gelegene Grundstücke (Wertverhältnisse vom 1. Januar 1964) von 140 % des Einheitswertes auszugehen (§ 121a BewG a.F.). Für Grundstücke im Beitrittsgebiet (Wertverhältnisse vom 1. Januar 1935) waren die Prozentsätze nach § 133 BewG a.F. zu verwenden, die zwischen 100 % und 600 % lagen. Wirksam mit dieser Berechnungsmethodik bis Ende 2024, abgelöst durch eine vergleichbare Regelung.
- Zweitwohnungsteuer
Viele Satzungen von Gemeinden zur Erhebung von Zweitwohnungsteuer griffen zur Ermittlung der Bemessungsgrundlage auf den Einheitswert zurück.
- Vermögensteuer
Zur Ermittlung des steuerpflichtigen Vermögens wurde für Betriebsvermögen ein eigener Einheitswert festgestellt. Grundstücke wurden mit 140 % ihres Einheitswertes angesetzt. Da dies aber schon lange nicht mehr dem tatsächlichen Wert entsprach (Ungleichbehandlung mit dem übrigen Vermögen), wird die Vermögensteuer seit dem 1. Januar 1997 wegen Verfassungswidrigkeit nicht mehr erhoben.
- Gewerbekapitalsteuer
 Für die Gewerbekapitalsteuer wurde bis zum Erhebungszeitraum 1997 der Einheitswert des Betriebsvermögens mit gewissen Hinzu- und Abrechnungen berücksichtigt (§ 12 GewStG a.F.).
- Erbschaft- und Schenkungsteuer
Für die Bewertung des steuerpflichtigen Erwerbs wurden bei Grundbesitz und Betriebsvermögen deren jeweilige Einheitswerte zugrunde gelegt. Zwar kamen bei Grundstücken pauschale Wertanpassungen zwischen 100 % und 600 % zur Anwendung, sie erreichten aber nicht die Verkehrswerte. Die ungleiche Bewertung von Grundvermögen und Kapitalvermögen wurde durch Urteil des Bundesverfassungsgerichts vom 22. Juni 1995 für unvereinbar mit dem Grundgesetz erklärt.[3] In dem Urteil wurde die Bewertung mit den Einheitswerten auf Besteuerungszeitpunkte bis zum 31. Dezember 1995 beschränkt.
 Für Besteuerungszeitpunkte ab dem 1. Januar 1996 werden inländische Grundstücke und land- und forstwirtschaftliche Betriebe mit den Grundbesitzwerten (Bedarfswerten) bewertet; auch für geerbtes oder verschenktes Betriebsvermögen ist eine Bedarfsbewertung vorgesehen. Für Anteile an nicht börsennotierten Kapitalgesellschaften erfolgte die Bewertung nicht mit dem Einheitswert, sondern bis 2008 nach dem Stuttgarter Verfahren.
- Grunderwerbsteuer
Für besondere Fälle, in denen eine Gegenleistung nicht vorhanden oder zu ermitteln war, wurde der (prozentual erhöhte) Einheitswert des Grundstücks als Bemessungsgrundlage herangezogen. Seit dem 1. Januar 1997 werden auch hier die Grundbesitzwerte (Bedarfswerte) zugrunde gelegt.

### Feststellungsverfahren
Gegenstand der Feststellung war die wirtschaftliche Einheit (§ 2 BewG), in der Einzelobjekte, die üblicherweise als Einheit wahrgenommen werden, zusammengefasst sind. Bei einem Grundstück wurde daher für den Grund und Boden, für das Gebäude und die Außenanlagen (z. B. Zäune, Nebengebäude) ein einheitlicher Wert gebildet.
Die Einheitswertfeststellung erfolgte stets auf einen Stichtag; das war der 1. Januar des Folgejahres der Wertänderung des Grundstücks oder des Entstehens einer neuen wirtschaftlichen Einheit. Durch die zuständigen Finanzämter wurde der Einheitswert durch einen Feststellungsbescheid einheitlich und gesondert festgestellt. Im Bescheid wurden Feststellungen getroffen über den Wert, die Art und die Zurechnung des Gegenstandes (§ 19 BewG a.F.). Der Einheitswertbescheid war Grundlagenbescheid für den Grundsteuermessbescheid. Einwendungen gegen die Höhe der Grundsteuer, die im Kern die Grundstücksbewertung betrafen, mussten daher verfahrensrechtlich durch Einspruch gegen den Einheitswertbescheid vorgebracht werden.

#### Hauptfeststellung
Zum Hauptfeststellungszeitpunkt – einem gesetzlich bestimmten Wert-Stichtag – stellten die Finanzämter für alle wirtschaftlichen Einheiten einen Einheitswert fest. Die erste Hauptfeststellung erfolgte zum 1. Januar 1925; die letzte Hauptfeststellung vor dem Zweiten Weltkrieg wurde zum 1. Januar 1935 vorgenommen. Nach der zuletzt gültigen gesetzlichen Regelung sollte bei Grundvermögen alle sechs Jahre eine neue Hauptfeststellung stattfinden, um zwischenzeitliche Verkehrswertänderungen zu erfassen. Hierzu ist es wegen des Zweiten Weltkrieges erst zum 1. Januar 1964 gekommen, und das nur in der Bundesrepublik. Die damaligen Bewertungsarbeiten nahmen längere Zeit in Anspruch, so dass die neu festgestellten Werte der Besteuerung erst 1974 zugrunde gelegt werden konnten. Wegen des hohen Verwaltungsaufwands wurde später auf weitere Hauptfeststellungen verzichtet. Die bis Ende 2024 angewandten Einheitswerte der Grundstücke entsprachen daher den Wertverhältnissen 1964 für den Westen und 1935 für den Osten Deutschlands.

#### Nachfeststellung/Aufhebung des Einheitswertes
Entstand nach dem Hauptfeststellungszeitpunkt eine wirtschaftliche Einheit neu – zum Beispiel durch Parzellierung eines Grundstücks –, wurde für die neu entstandenen Einheiten eine Nachfeststellung vorgenommen. Bei Wegfall einer wirtschaftlichen Einheit wurde der Einheitswert aufgehoben.

#### Fortschreibungen
Änderungen zwischen zwei Hauptfeststellungen wurden über Fortschreibungen erfasst. Das Finanzamt änderte den Einheitswertbescheid von Amts wegen oder nachdem es den Grundstückseigentümer zur Abgabe einer Feststellungserklärung (eine Form der Steuererklärung) aufgefordert hatte. Folgende Fortschreibungsvarianten wurden unterschieden:
- Wertfortschreibung, wenn sich der Wert des Grundstücks änderte, zum Beispiel durch Baumaßnahmen oder Änderung der Fläche, und die Fortschreibungsgrenzen des § 22 BewG a.F. überschritten wurden;
- Zurechnungsfortschreibung, wenn der Eigentümer wechselte;
- Artfortschreibung, wenn sich die Nutzungsart änderte, zum Beispiel von Betriebsvermögen zu Grundvermögen (überwiegend private Nutzung), oder die Grundstücksart, zum Beispiel von unbebautem Grundstück zu bebautem Grundstück (Einfamilienhaus, Zweifamilienhaus, Mietwohngrundstück u. a.).
- War eine Einheitswertfeststellung fehlerhaft, aber bereits bestandskräftig, womit nach den Vorschriften der Abgabenordnung keine Änderungsmöglichkeit mehr bestand, so konnte der Fehler mit Wirkung ab dem nächsten 1. Januar durch eine fehlerbeseitigende Fortschreibung berichtigt werden.

### Ermittlung von Einheitswerten in den alten Bundesländern

#### Land- und forstwirtschaftliches Vermögen
Wirtschaftliche Einheit des land- und forstwirtschaftlichen Vermögens war der Betrieb der Land- und Forstwirtschaft; dazu gehörten der Grund und Boden, der Wohnteil und die Wirtschaftsgebäude sowie die Betriebsmittel (§ 33 BewG a.F.). Auch Stückländereien bildeten einen land- und forstwirtschaftlichen Betrieb. Die Bewertung erfolgte mit einem eigenständigen Bewertungsmaßstab, dem Ertragswert. Der Ertragswert ergab sich, indem der Reinertrag mit dem Faktor 18 kapitalisiert, d. h. multipliziert wurde (§ 36 BewG a.F.). Reinertrag war nicht der tatsächlich erzielte Gewinn des Landwirts, sondern der bei ordnungsmäßiger und schuldenfreier Bewirtschaftung mit entlohnten fremden Arbeitskräften nachhaltig erzielbare Reinertrag. Die Erträge der unterschiedlichen Nutzungsarten (landwirtschaftliche, forstwirtschaftliche, weinbauliche, gärtnerische, sonstige Nutzung) wurden nicht direkt zugrunde gelegt, sondern mittelbar über Vergleichszahlen. Für Acker- und Grünland waren die Daten der Bodenschätzung maßgeblich.

#### Grundvermögen
Zum Grundvermögen gehörten Grund und Boden, Gebäude, Erbbaurechte, Wohn- und Teileigentum (§ 68 BewG a.F.). Wirtschaftliche Einheit war in der Regel das einzelne Grundstück, bestehend aus Grund und Boden, Gebäude, sonstigen Bestandteilen und Zubehör. Unterschieden wurde zwischen unbebauten und bebauten Grundstücken; bebaute Grundstücke wurden in verschiedene Grundstücksarten eingeteilt, für die unterschiedliche Bewertungsmethoden galten (§ 76 BewG a.F.).

##### Unbebaute Grundstücke
|   | Grundstücksfläche in m²    |            |
| × | Bodenrichtwert 1964        | (§ 9 BewG) |
| + | Wert der Außenanlagen 1964 |            |
| = | (gerundeter) Einheitswert  |            |

Da gesetzlich keine besondere Bewertungsmethode vorgeschrieben war, wurden unbebaute Grundstücke und ihre Außenanlagen (z. B. Einfriedungen, Wegbefestigungen) mit dem gemeinen Wert angesetzt. Zur Anwendung kamen Durchschnittspreise. Für die 1964er Hauptfeststellung hatten die Finanzbehörden zu diesem Zweck zunächst eigene Bodenrichtwertkarten anhand von Kaufpreissammlungen erstellt. Später wurden die Bodenrichtwerte durch Gutachterausschüsse ermittelt. Besonderheiten wie Vorder-/Hinterland oder Ecklage waren im Wert zu berücksichtigen.

##### Ertragswertverfahren
|     | Jahresrohmiete oder übliche Miete 1964 | (§ 79 BewG a.F.)       |
| ×   | Vervielfältiger                        | (§ 80 BewG a.F.)       |
| =   | Zwischenwert                           |                        |
| +   | Erhöhungen                             | (§ 81, § 82 BewG a.F.) |
| ./. | Ermäßigungen                           | (§ 81, § 82 BewG a.F.) |
| =   | (gerundeter) Einheitswert              |                        |

Von Ausnahmen abgesehen waren Mietwohngrundstücke, Geschäftsgrundstücke, gemischt genutzte Grundstücke, Ein- und Zweifamilienhäuser im Ertragswertverfahren zu bewerten. Hierbei wurde die Jahresrohmiete (nach den Preisen im Hauptfeststellungszeitpunkt 1. Januar 1964) mit einem Vervielfältiger multipliziert. Die Vervielfältiger waren in den Anlagen 3–8 des Bewertungsgesetzes tabelliert und berücksichtigten Baujahr und Bauweise des Gebäudes sowie die Größe der Gemeinde, in der das Grundstück lag. Für gewisse wertmindernde und werterhöhende Umstände kam ein Ab- bzw. ein Zuschlag in Betracht.
Jahresrohmiete war die Summe der Mieten, die der Mieter für die Grundstücksnutzung eines vollen Kalenderjahres zu entrichten hatte. Mit wenigen Einschränkungen waren alle vom Mieter zu zahlenden jährlichen Umlagen und Betriebskosten in die Jahresrohmiete einzubeziehen. Nicht einzurechnen waren nur die Untervermietungszuschläge, Betriebskosten der Zentralheizung, Kosten für die Warmwasserbereitung und die Fahrstuhlkosten. Bei eigengenutzten, ungenutzten und unentgeltlich überlassenen Grundstücken war als Jahresrohmiete die „übliche Miete“ anzusetzen. Dies galt auch, wenn die tatsächliche Miete um mehr als 20 % von der üblichen Miete abwich. Hierzu konnten von den Finanzämtern ermittelte Vergleichsmieten oder Mietspiegel herangezogen werden.

##### Sachwertverfahren
|     | Normalherstellungskosten 1964 je m³ | (§ 85 BewG a.F.)       |
| ×   | umbauter Raum Gebäude               |                        |
| =   | Gebäudenormalherstellungswert       |                        |
| ./. | Alterswertminderung                 | (§ 86 BewG a.F.)       |
| ./. | Korrektur wegen Mängeln u. a.       | (z. B. § 87 BewG a.F.) |
| =   | Gebäudesachwert                     |                        |
| +   | Bodenwert                           | (§ 84 BewG a.F.)       |
| +   | Wert der Außenanlagen               | (§ 89 BewG a.F.)       |
| =   | Ausgangswert                        |                        |
| ×   | Wertzahl                            | (§ 90 BewG a.F.)       |
| =   | (gerundeter) Einheitswert           |                        |

Für sonstige bebaute Grundstücke sowie für Grundstücke, bei denen sich eine Jahresrohmiete oder eine übliche Miete nicht ermitteln ließ, sowie für sogenannte Luxusbauten war der Einheitswert im Sachwertverfahren zu bestimmen. Dieses Bewertungsverfahren orientierte sich am Substanzwert des Grundstücks.

Die Werte des Bodens, des Gebäudes und der Außenanlagen wurden einzeln errechnet und addiert. Für den Grund und Boden war wie bei unbebauten Grundstücken der gemeine Wert maßgeblich. Für das Gebäude wurden zunächst die Gebäudenormalherstellungskosten nach den durchschnittlichen Baupreisen des Hauptfeststellungszeitpunktes bestimmt und diese mit der Kubikmeteranzahl des umbauten Raumes multipliziert. Danach wurde eine Alterswertminderung abgezogen. Wertmindernde und werterhöhende Umstände waren mit Ab- bzw. Zuschlägen zu berücksichtigen, dazu zählten Baumängel oder eine ungünstige Lage. Die Summe der drei Einzelwerte wurde durch eine gesetzlich vorgeschriebene Wertzahl an besondere örtliche Marktbedingungen angeglichen.

#### Betriebsgrundstücke
Besonderheiten gab es bis 2008 bei der Zuordnung von Grundstücken zum Betriebsvermögen. Im Gegensatz zum Ertragsteuerrecht konnte ein Grundstück, das sowohl gewerblich als auch privat genutzt wurde, bewertungsrechtlich nicht aufgeteilt werden (§ 99 Abs. 2 BewG a.F.). Daraus folgte, dass ein Grundstück, das zu mehr als 50 % betrieblichen Zwecken diente, in vollem Umfang Betriebsgrundstück war. Ein Grundstück, das zu weniger als 50 % betrieblichen Zwecken diente, war in vollem Umfang Grundvermögen. Diese Zuordnung hatte Auswirkungen auf die Vermögens- und Erbschaftsteuer; hierdurch konnten privat genutzte Grundstücksteile in den Genuss der Steuerbegünstigungen für Betriebsvermögen kommen. Für die Grundsteuer galt: Betriebsgrundstücke waren wie Grundvermögen oder land- und forstwirtschaftliches Vermögen zu bewerten.

### Besonderheiten in den neuen Bundesländern
In den neuen Bundesländern war eine Hauptfeststellung auf den 1. Januar 1964 nicht vorgenommen worden. Aus diesem Grund konnte nach der deutschen Wiedervereinigung 1990 das westdeutsche Bewertungsrecht nicht direkt übernommen werden. Es wurden besondere gesetzliche Regelungen geschaffen (§§ 125 bis 133 BewG). Für das land- und forstwirtschaftliche Vermögen wurden sogenannte Ersatzwirtschaftswerte nach den Wertverhältnissen 1964 ermittelt; diese waren nicht eigentümerbezogen wie die Einheitswerte, sondern fassten eigenes und gepachtetes Land eines Nutzers zu einem Wert zusammen. Für Grundvermögen wurden die Einheitswerte der Wertverhältnisse 1. Januar 1935 fortgeführt sowie die damals geltenden Bewertungsvorschriften. Für bestimmte Grundstücke ohne Einheitswerte, z. B. Einfamilienhäuser neuerer Baujahre, galt eine Ersatzbemessungsgrundlage.

## Einheitswert in Österreich
Der Einheitswert bezeichnet eine steuerliche Messgröße für den Grundbesitz. Ermittelt wird dieser Wert vom Finanzamt, als Grundlage dient das Bewertungsgesetz (BewG). Der Einheitswert wird für die Bemessung verschiedener Steuern (z. B. Grundsteuer oder auch Einkommensteuer bei land- und forstwirtschaftlichen Betrieben) herangezogen. Der Einheitswert liegt meist weit unter dem Verkehrswert.
Zur Bemessung der Grunderwerbssteuer wurde der Einheitswert per 1. Jänner 2016 für bestimmte Erwerbsvorgänge, insbesondere im Familienverband, durch den Grundstückswert ersetzt.

### Unbebaute Grundstücke
Für den gemeinen Wert des Grund und Bodens sind die Wertverhältnisse 1973 maßgeblich, welche aus Vergleichspreisen aus der Kaufpreissammlung des Finanzamtes abgeleitet werden.

### Bebaute Grundstücke
Der Einheitswert errechnet sich aus Boden- und Gebäudewert. Der Gebäudewert ergibt sich aus den Neuherstellungswerten gemäß der Anlage zu § 53a BewG, vermindert um die Abschreibung für Abnutzung (i. d. R. 1,3 % pro Jahr, jedoch nur bis zum Stichtag 1. Jänner 1973 – letzte Hauptfeststellung des Grundvermögens). Gemäß § 53 BewG ist die Summe aus Boden- und Gebäudewert je nach Grundstückshauptgruppe noch zu kürzen (25 % bis 60 %).

### Land- und Forstwirtschaft
Die Einheitswerte für wirtschaftliche Einheiten des land- und forstwirtschaftlichen Vermögens wurden zum Stichtag 1. Januar 2014 neu festgelegt (§ 20c BewG). Die neuen Einheitswerte sind für die Grundsteuer und die Einkommensteuer ab 1. Januar 2015, für die Beitragsgrundlagen der Sozialversicherung der Bauern ab dem Jahr 2017 wirksam.